# Cromlec de Pins Rosers
El cromlec de Pins Rosers, també anomenat dolmen de Pins Rosers o, popularment, Pedres del Diable, és un petit conjunt megalític que es troba dins d'una depuradora d'aigües, al terme municipal de Llinars del Vallès, a prop dels de Cardedeu, La Roca del Vallès i Santa Agnès de Malanyanes (Vallès Oriental), declarat Bé cultural d'interès local.
Catalogat entre el Neolític Mitjà i el Calcolític (3200 – 1800 aC), està format per un cercle irregular d'uns trenta metres de perímetre, integrat per deu monòlits de granit, plantats verticalment, alguns actualment trencats, que formen en conjunt un cromlec. La manca d'afloraments granítics fa pensar que les lloses hagueren de portar-les de la muntanya, travessant el riu Mogent.
Excavat i publicat l'any 1879 per Joaquim Mercader de Bell-lloc, en unes memòries de l'Associació Catalanista d'Excursions Científiques, també va ser estudiat i dibuixat pel doctor Josep Tarrús i Galter i el GESEART l'any 1991.
Atès que és dins d'una propietat privada d'Aigües Ter Llobregat, cal demanar permís amb antelació per poder visitar-lo.